# Laker Airways

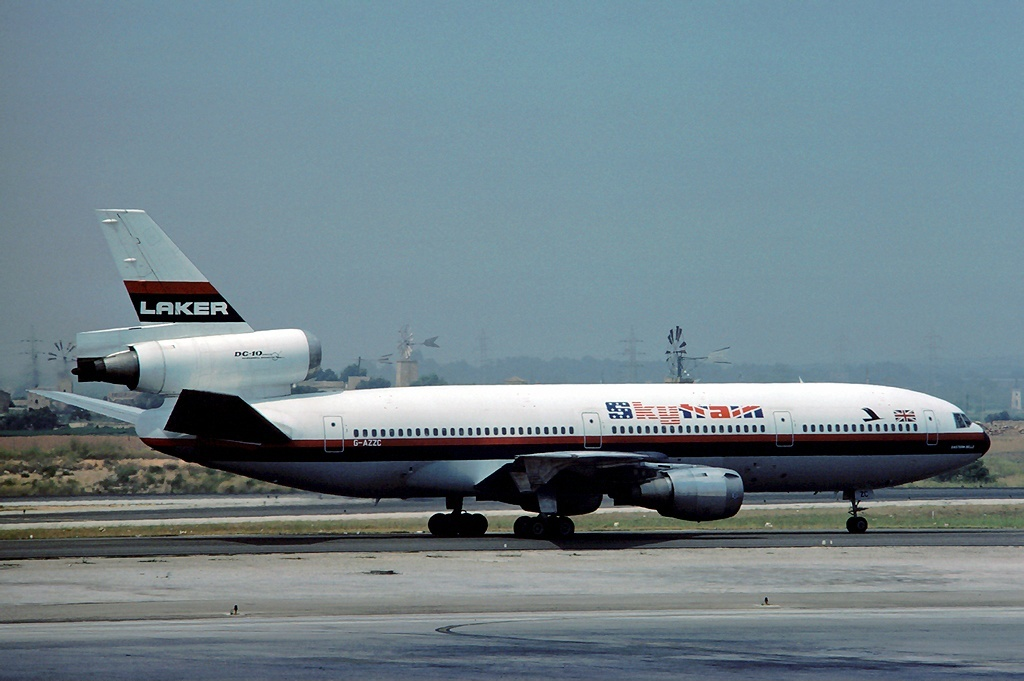
Vliegtuig van Laker Airways

Laker Airways was een Britse luchtvaartmaatschappij die in 1966 werd opgericht door Freddie Laker. Oorspronkelijk fungeerde het als chartermaatschappij voor zowel passagiers als vracht.

De luchtvaartmaatschappij voegde echter een nieuw hoofdstuk toe aan de luchtvaartgeschiedenis toen het zich omvormde tot de eerste "long-haul" lage kosten ("no frills") luchtvaartmaatschappij. De dienst onder de naam "SkyTrain" en waarvan de eerste vlucht tussen de Londense Gatwick en New Yorks John F. Kennedy International Airport plaats had op 1 september 1977.
De laatste vlucht vond plaats op 6 februari 1982, de dag nadat het faillissement was aangevraagd.